# Bob Bryar
Robert Cory Bryar (Chicago, 31 de dezembro de 1979 – Tennessee, novembro de 2024) foi um músico e engenheiro de som norte-americano, reconhecido por ter sido o último baterista oficial da banda de rock My Chemical Romance, de 2004 até 2010. As razões de sua saída nunca foram oficialmente esclarecidas.
Bryar se juntou à banda substituindo o ex-baterista Matt Pelissier logo após o lançamento de seu segundo álbum de estúdio, Three Cheers for Sweet Revenge (2004). Bob conheceu o grupo durante uma turnê com The Used, de quem Bob era técnico de som. Ele foi convidado a entrar para a banda como baterista, aceitou, e foi membro um oficial até o começo de 2010, quando saiu por motivos desconhecidos. Esse fato foi anunciado por Frank Iero, guitarrista e vocalista de apoio, pelo site oficial da banda. Ele se apresentou em todos os lançamentos subsequentes em apoio ao álbum, bem como no álbum conceitual de sucesso comercial da banda, The Black Parade (2006). Apesar de sofrer numerosos ferimentos durante a turnê, Bryar continuou a se apresentar com a banda e se juntou a eles no estúdio para gravar seu quarto álbum de estúdio antes de sair do My Chemical Romance em 2010. Sua contribuição mais recente foi se apresentar no lançamento final da banda antes do grupo anunciar uma pausa indefinida nas suas atividades em 2013, Conventional Weapons. Depois de sua saída da banda, Bryar se tornou uma figura nos bastidores em turnês de várias bandas antes de se aposentar da música em 2014.
Apesar do guitarrista Frank Iero ter anunciado a saída de Bob do My Chemical Romance por uma publicação no site oficial da banda, os motivos que levaram à sua expulsão nunca foram revelados.
Em 30 de novembro de 2024, foi divulgado que o artista havia sido encontrado morto em sua casa, no Tennessee, em novembro de 2024. As causas da morte não foram divulgadas.

## Infância
Bryar nasceu em Chicago, Illinois, em 31 de dezembro de 1979. Ele começou a tocar bateria ainda jovem, atuando nas bandas de jazz e marchas de sua escola. Após a formatura, Bryar estudou em engenharia de som em uma escola na Flórida.

## Carreira
Em 2000, Bryar começou a trabalhar como engenheiro de som em turnê para bandas de rock, incluindo The Used e Thrice. Durante este tempo, ele fez amizade com o My Chemical Romance enquanto a banda estava em turnê com o The Used em 2004. Bryar se tornou o baterista do My Chemical Romance após a turnê da banda no Japão, oficialmente substituindo o ex-baterista Matt Pelissier logo após o lançamento de o segundo álbum de estúdio, Three Cheers for Sweet Revenge (2004).
Bryar apareceu em todos os videoclipes de Three Cheers for Sweet Revenge (exceto na primeira versão do videoclipe de "I'm Not Okay"; mas aparece na segunda versão) e também se apresentou em todos os lançamentos subsequentes em apoio ao álbum, incluindo Life on the Murder Scene e ¡Venganza!. Bryar se apresentou no terceiro álbum de estúdio do My Chemical Romance, The Black Parade (2006). O álbum foi elogiado pela crítica musical e foi um sucesso comercial, sendo premiado com dupla platina no Reino Unido e nos Estados Unidos.
Bob e o vocalista Gerard Way ficaram feridos durante as filmagens do videoclipe de "Famous Last Words" dirigido por Samuel Bayer, com Bryar sofrendo queimaduras de terceiro grau nas mãos e pernas depois ficar tempo demais a uma curta distância das chamas. Seus ferimentos fizeram com que a banda cancelasse sua apresentação no festival San Diego Street Scene. Um mês depois, a banda perdeu dois shows em uma turnê após Bryar ser hospitalizado com uma infecção por estafilococos também causada durante as filmagens do videoclipe. A banda divulgou um comunicado dois dias depois, se desculpando pelo cancelamento dos shows, afirmando que "querem estar ao seu lado o tempo todo". Quando o My Chemical Romance entrou na turnê The Black Parade World Tour para divulgar o álbum em fevereiro de 2007, Bryar começou a ter complicações no pulso, fazendo com que a banda cancelasse um show. Em resposta aos seus ferimentos, Bryar se desculpou na página do MySpace da banda, explicando que ele teve problemas com seu pulso "nos últimos anos", e que recebeu um "caroço do tamanho de uma bola de golfe" em seu pulso e começou a "perder o controle e a sensação nos [seus] dedos". Ele saiu para a turnê e a banda continuou com Pete Parada como seu substituto temporário. Embora Bryar não pudesse se apresentar, ele continuou acompanhando grupo durante a turnê, ajudando com a pirotecnia e voltando para a última etapa da turnê já em janeiro de 2008.
O My Chemical Romance voltou ao estúdio em 2009 para gravar seu quarto álbum de estúdio com o produtor Brendan O'Brien. Em 31 de julho e 1 de agosto, eles fizeram dois shows "secretos" no Roxy Theatre em Los Angeles, apresentando material inédito de seu próximo álbum, incluindo uma canção intitulada "Death Before Disco".
No dia 3 de março de 2010, o guitarrista rítmico Frank Iero anunciou em seu site oficial que Bryar havia se afastado da banda, escrevendo:
"Há quatro semanas, My Chemical Romance e Bob Bryar se separaram. Esta foi uma decisão dolorosa para todos nós e não foi tomada de ânimo leve. Desejamos a ele muita sorte em seus empreendimentos futuros e esperamos que todos vocês façam o mesmo.
Bob continua sendo o baterista com mais tempo de serviço na banda até novembro de 2024, com a banda não tendo um baterista em tempo integral desde sua saída.

## Pós-My Chemical Romance
A banda lançou seu quarto álbum de estúdio Danger Days: The True Lives of the Fabulous Killjoys em 2010 com Bryar sendo creditado por escrever cinco canções, incluindo os singles "Na Na Na (Na Na Na Na Na Na Na)" e "The Only Hope for Me Is You".[carece de fontes?]
A banda lançou Conventional Weapons, um álbum de compilação que consiste em dez canções inéditas que foram gravadas em 2009 antes da partida de Bryar e da produção de Danger Days: The True Lives of the Fabulous Killjoys, todas as quais incluem Bryar na bateria. Eles lançaram duas músicas por mês de outubro de 2012 a fevereiro de 2013. O My Chemical Romance anunciou uma pausa indefinida nas suas atividades em março de 2013.
Após sua saída, Bryar continuou envolvido no negócio da música como uma figura nos bastidores em turnês para várias bandas. Ele também é muito ativo em instituições de caridade e santuários de resgate de cães. Em 2 de outubro de 2014, Bryar anunciou sua saída da música, tornando-se posteriormente um agente imobiliário. No entanto, em fevereiro de 2015, ele anunciou seu interesse em retornar à música.
Em 20 de julho de 2016, o My Chemical Romance postou em suas páginas oficiais do Twitter e Facebook um vídeo com a introdução de piano de "Welcome to the Black Parade", terminando com uma data enigmática, "23/9/16". O vídeo também foi publicado no canal da banda no YouTube com o vídeo intitulado "MCRX". Isso levou a vários rumores e relatórios sobre a possível reunião da banda até que foi revelado ser uma reedição de The Black Parade com demos não lançadas. A reedição, intitulada The Black Parade/Living with Ghosts, inclui 11 demos e faixas ao vivo. Em setembro de 2016, Bryar foi destaque em uma entrevista exclusiva com a Alternative Press para promover o novo álbum. Em sua primeira entrevista desde que saiu da banda, Bryar relembrou várias memórias da gravação e da turnê do The Black Parade.
Em janeiro de 2020, Bob participou de um memorial para o baterista Rush Neil Peart, relembrando sua "obsessão adolescente" e amizade com Peart. Em junho de 2021, Bob anunciou que havia se aposentado oficialmente da bateria, citando problemas contínuos nos pulsos, idade, peso e seu desejo de buscar "algo novo."

## Equipamento
Durante seu tempo com o My Chemical Romance, Bryar era conhecido por usar kits fabricados pela C&C, uma empresa de baterias personalizadas com sede em Gladstone, Missouri, combinados com pratos Sabian "Paragon" e peles Remo. Bob utilizava baquetas "ROCK" da Vic Firth, até mudar para as baquetas "XD-Rock" da Vater em 2007.[carece de fontes?]

## Filantropia
Após sua saída do My Chemical Romance, Bob esteve ativo em instituições de caridade e santuários dedicados ao resgate de cães. Em junho de 2021, Bob leiloou sua bateria usada no videoclipe de "Helena" no eBay e destinou o dinheiro ao Williamson County Animal Control and Adoption Center, localizado em Franklin, Tennessee. Em outubro de 2022, ele leiloou seu uniforme do The Black Parade no eBay e dedicou o dinheiro a animais abandonados e abrigados na Flórida e na Carolina do Sul que foram afetados pelo furacão Ian, afirmando que "está apenas guardado em uma caixa sem utilidade, e as pessoas precisam de ajuda financeira agora."

## Morte
Bob foi visto com vida pela última vez em 4 de novembro de 2024. Em 26 de novembro, ele foi encontrado morto em sua casa no Tennessee. A causa de sua morte ainda não foi divulgada.

## Discografia
- "All I Want for Christmas Is You" (2004; Mariah Carey cover)
- "Under Pressure" (2005; com The Used; Queen/David Bowie cover)
- Warped Tour Bootleg Series (2005)
- Life on the Murder Scene (2006)
- The Black Parade (2006)
- Live and Rare (2007)
- AOL Sessions (2007)
- The Black Parade Is Dead! (2008)
- The Black Parade: The B-Sides (2009)
- ¡Venganza! (2009)
- Danger Days: The True Lives of the Fabulous Killjoys (2010; apenas os créditos)
- Conventional Weapons (2012–2013)
- May Death Never Stop You (2014)
- The Black Parade/Living with Ghosts (2016; relançamento do The Black Parade)